# 버스트 어 무브
버스트 어 무브(Bust A Move: Dance & Rhythm Action/Bust A Groove) 또는 버스트 어 그루브는 1998년에 출시된 소니 플레이스테이션 (콘솔)용 리듬 게임이다. 이 게임은 메트로에서 개발하고 일본의 멀티미디어 출판사 에닉스에서 퍼블리싱했으며, 북미에서는 지금은 없어진 989 스튜디오(989 Studios)에서 퍼블리싱했다. 소니 인터랙티브 엔터테인먼트 유럽이 유럽에서 출판했다.
파라파 더 래퍼의 예상치 못한 인기에 이어 출시된 최초의 리듬 게임 중 하나인 이 게임은 파라파 더 래퍼에서 영감을 받은 리듬 기반 게임플레이와 상대에게 피해를 입히도록 고안된 필살기 및 정면 대결을 포함한 격투 게임의 요소를 결합했다. 일본어 버전의 제목은 버스트 어 무브(バスト ア ムーブ)이지만 다른 모든 지역에서는 버스트 어 무브로 북미와 유럽에 출시된 일본 퍼즐 게임 퍼즐 보블 (비디오 게임)과의 상표권 충돌을 피하기 위해 버스트 어 그루브(Bust A Groove)로 출시되었다.
속편인 버스트 어 무브 2(Bust A Groove 2)는 전작과 달리 유럽에서 출시될 계획이 없었으며, 시리즈의 세 번째 게임인 버스트 어 무브: 댄스 서밋 2001(Bust A Move: Dance Summit 2001)은 플레이스테이션 2를 통해 일본에서만 출시되었다.